# Endzone
Endzone er en oftest anvendt benævnelse i Amerikansk fodbold. 
Det er området mellem end line og mållinjen og angivet med særskilt markering.
Alle spillere der bære bolden ind i denne, eller modtager et pass, scorer et touchdown.
| Sport | Spire Denne artikel om sport er en spire som bør udbygges. Du er velkommen til at hjælpe Wikipedia ved at udvide den. |